# 오쿠보촌 (후쿠시마현)
오쿠보촌(大久保村)은 후쿠시마현 다테군에 설치되었던 촌이다. 1955년 1월 1일 오쿠보촌 및 이노정, 메이지촌, 아오키촌 등 4개 정·촌이 합병하여 이노정이 신설되고 폐지되었다.